# Grünbach (Németország)
Grünbach település Németországban, azon belül Szászország tartományban. Lakosainak száma 1673 fő (2023. december 31.).

## Fekvése
Plauentől délkeléetre fekvő település.

## Története
Nevét 1593-ban említette először oklevél. Lakosai főként favágók és tutajosok voltak, kik között a 18. században főképpen a kéziszövés terjedt el, majd a 19. században a város mint üdülőhely vált mind népszerűbbé.
Grünbachhoz tartozik a szép fekvésű Louis Müller Üdülőház, amely egy 1595-ben létesített fűrészmalom helyén épült fel 1950-ben. Környékének különösen kedvelt kirándulóhelye a 732 m. magasan fekvő Wendelstein.

## Galéria

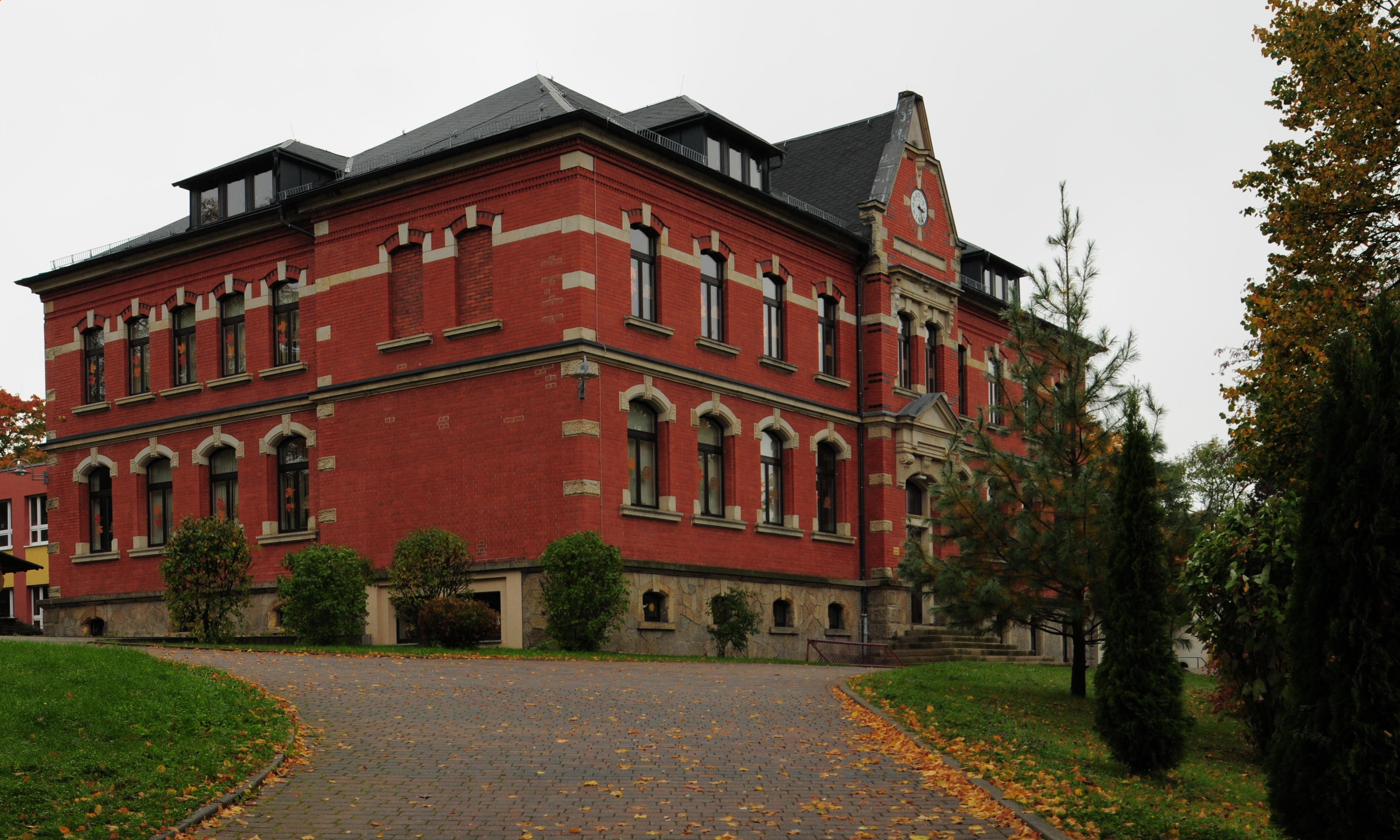
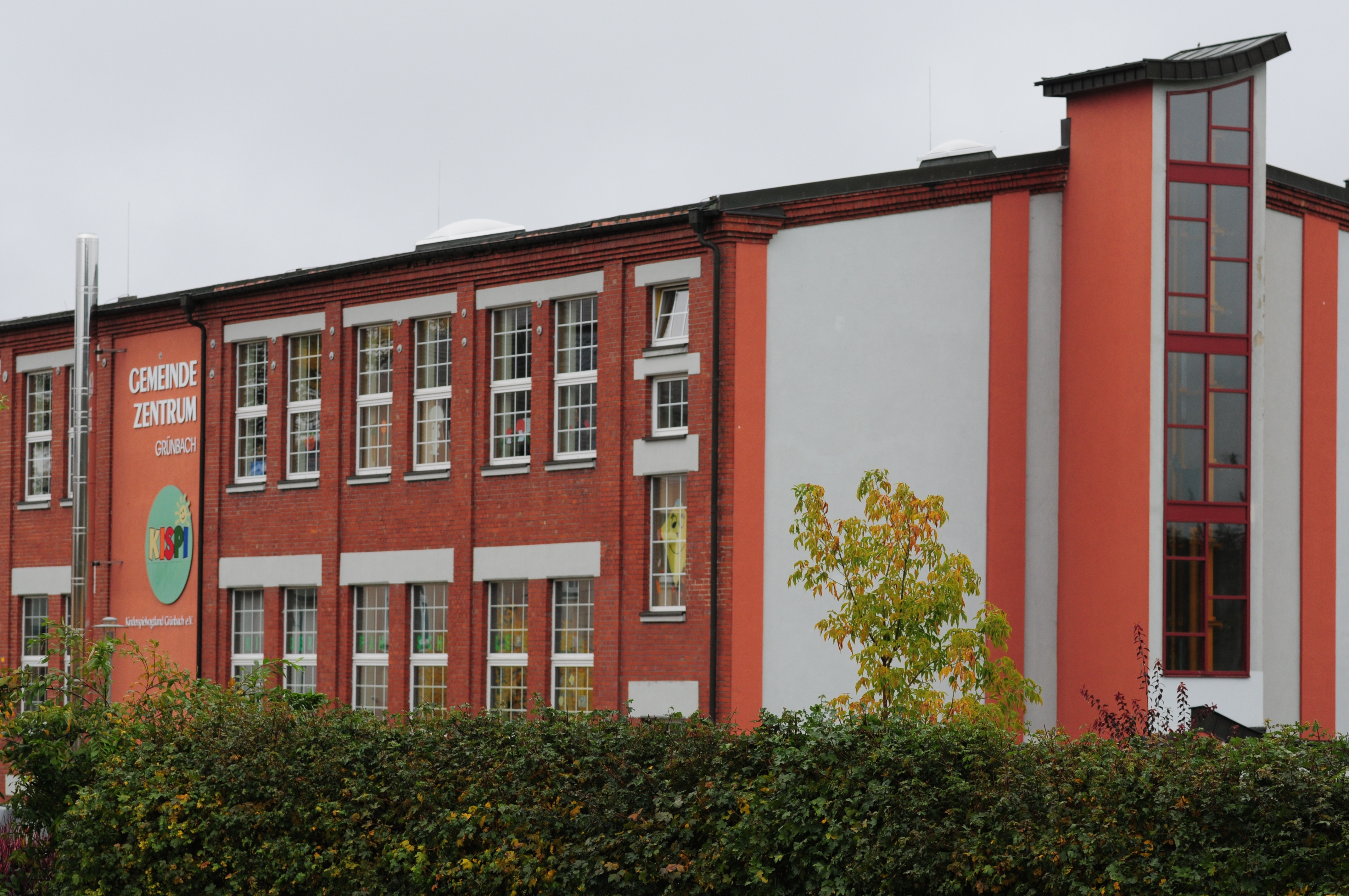
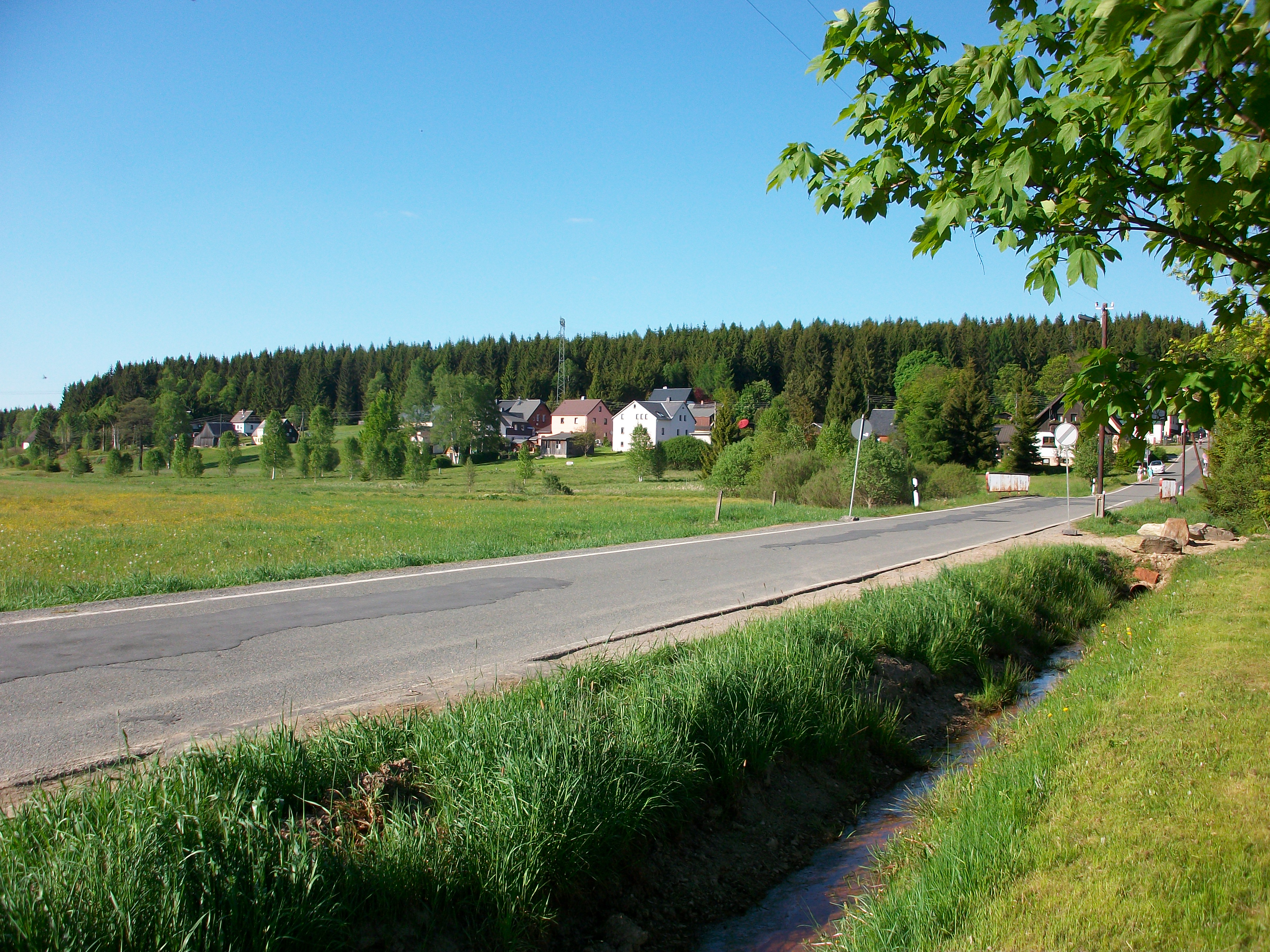
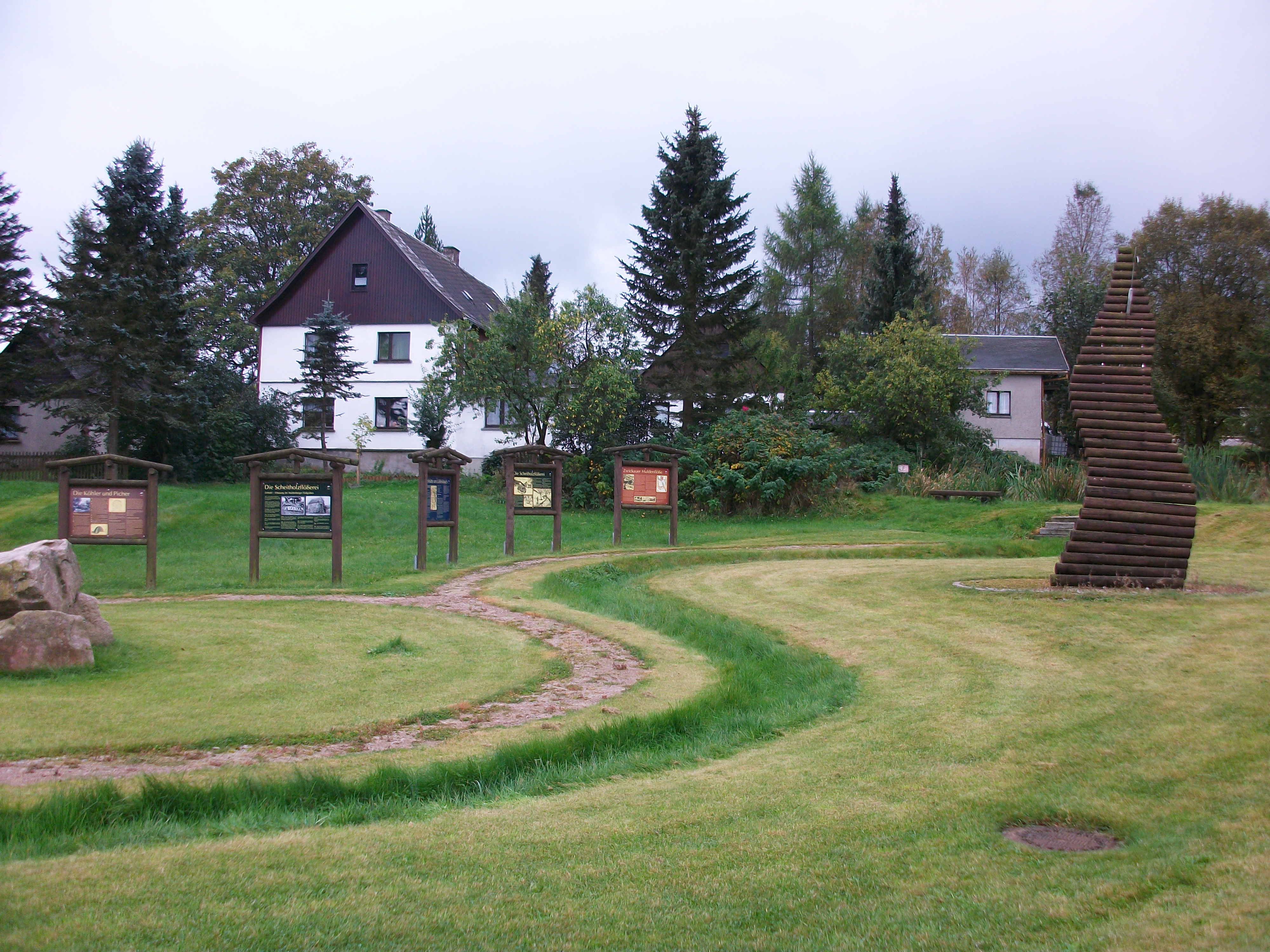
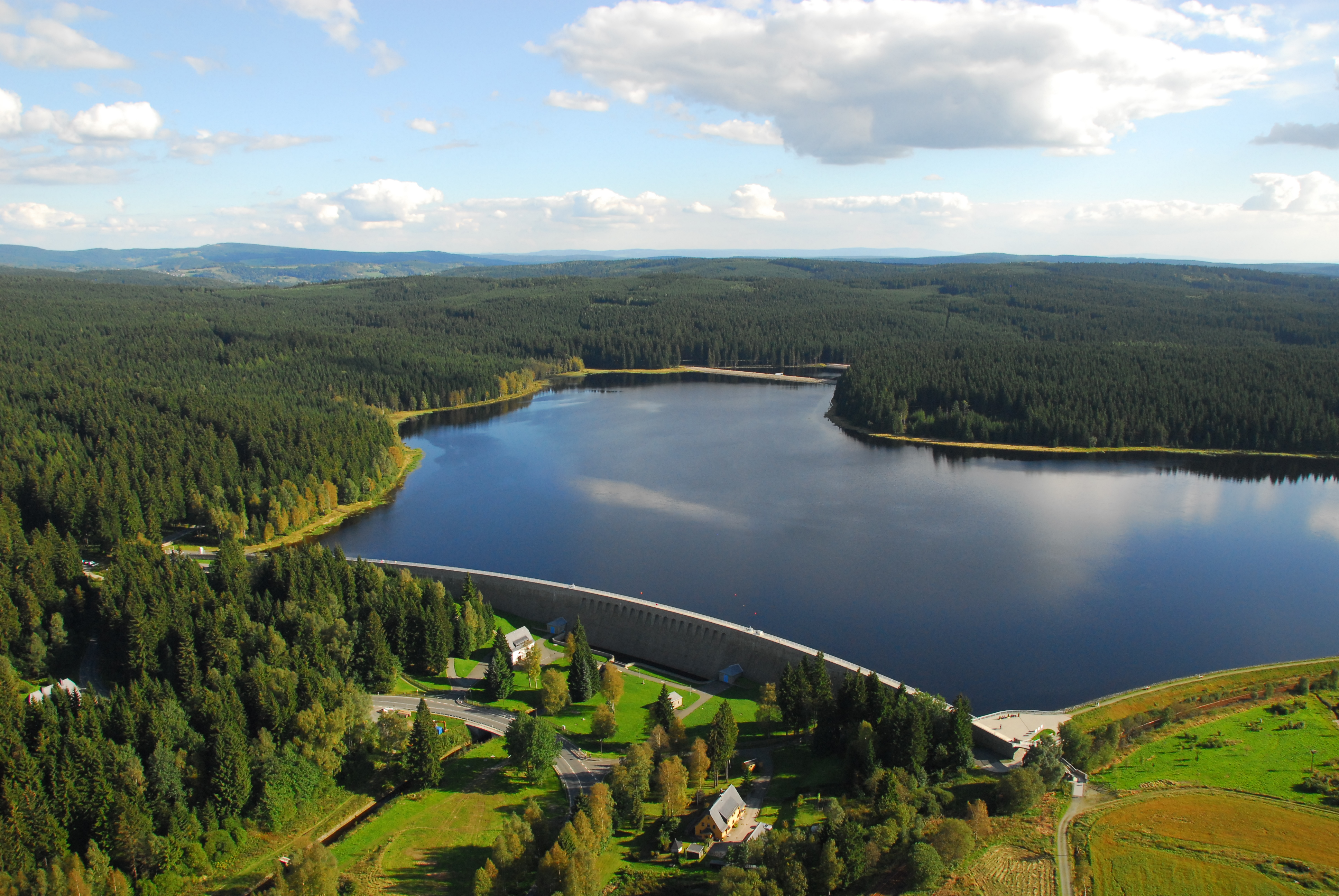
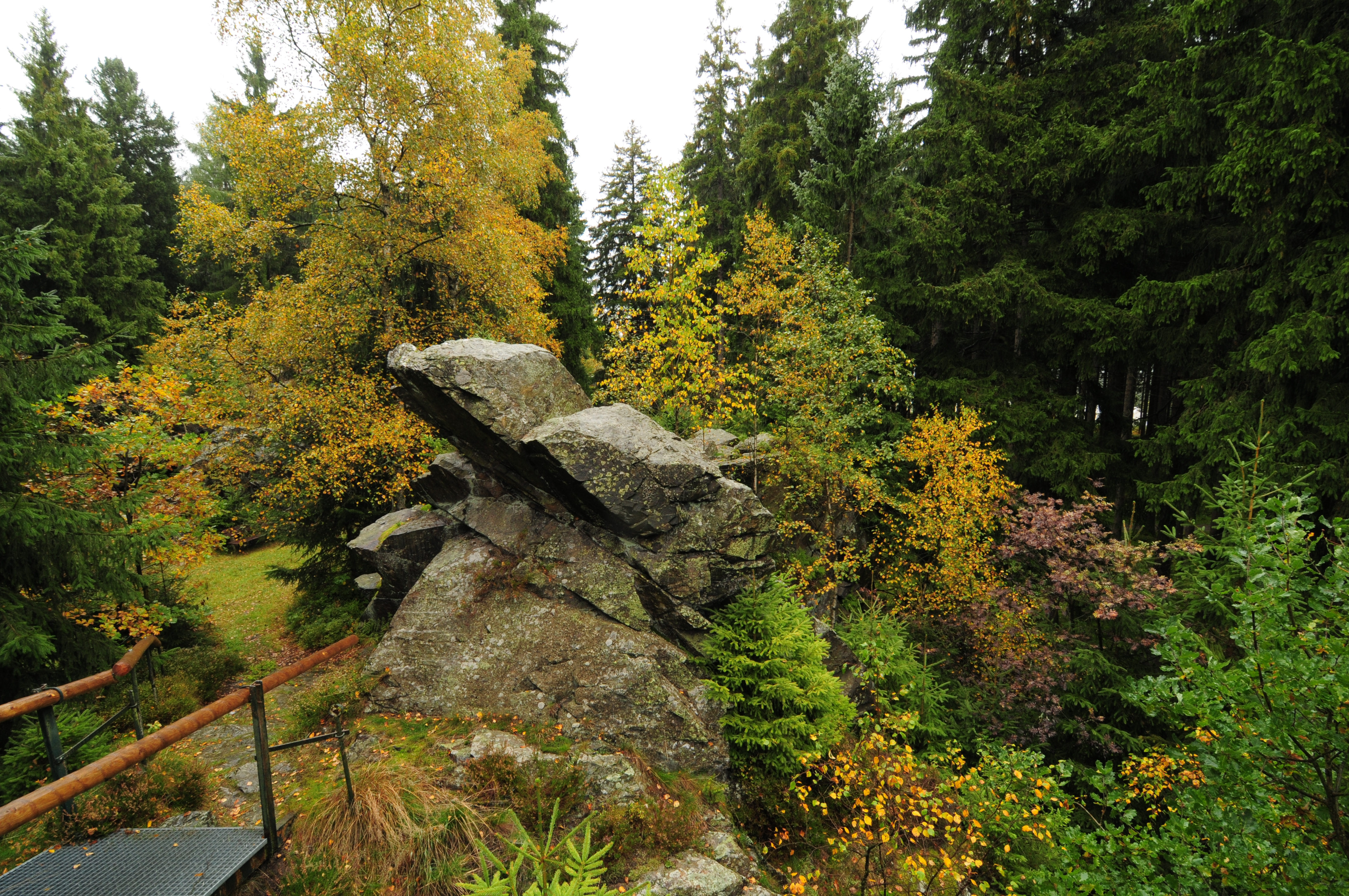
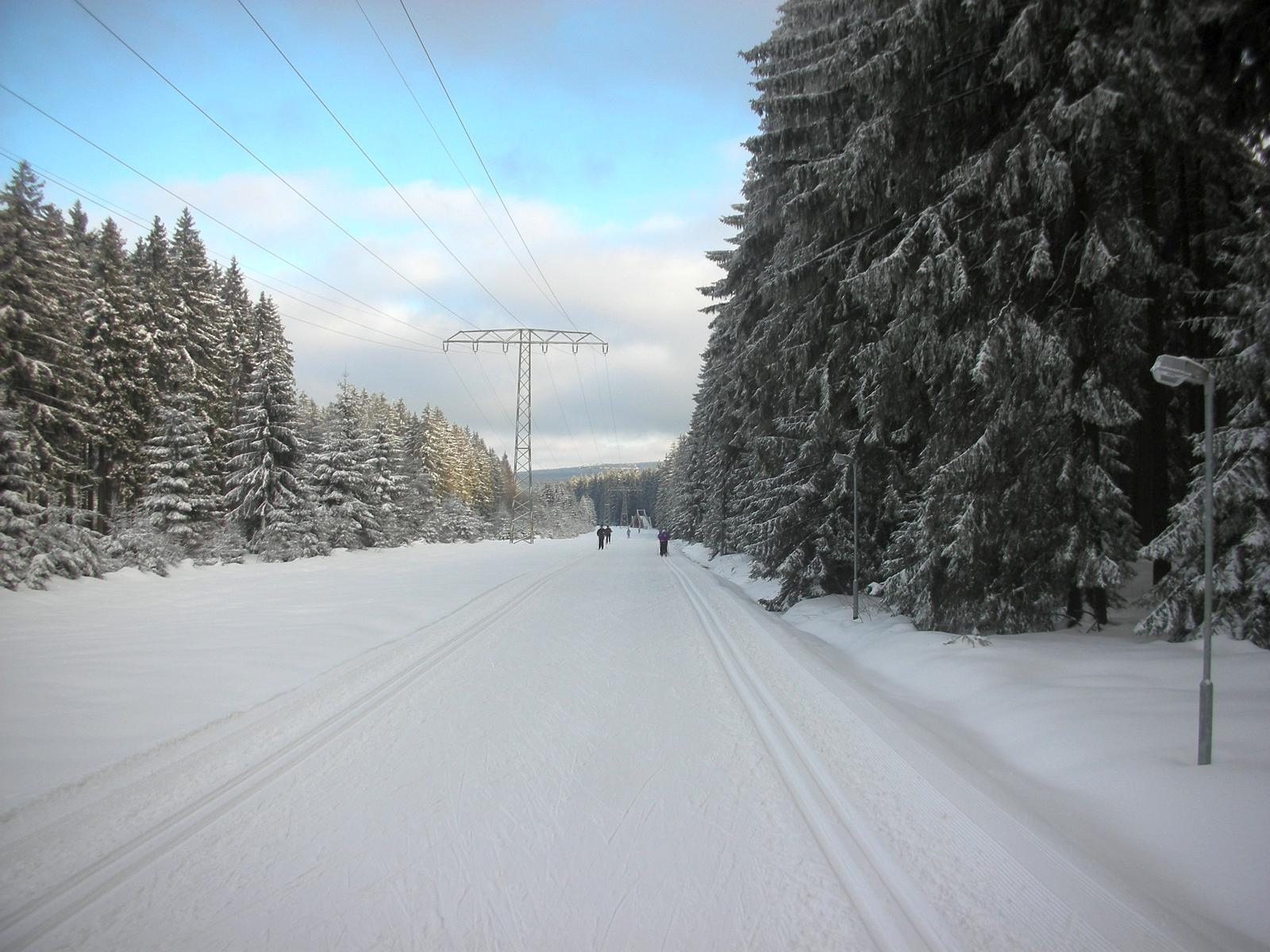

## Népesség
A település népességének változása:
| Lakosok száma | 1696 | 1678 | 1674 | 1693 | 1673 |
|               | 2017 | 2019 | 2021 | 2022 | 2023 |